# 1868년 영국 총선
1868년 영국 총선은 1867년의 선거법 개정으로 선거권이 대폭 확대된 이후 처음 치러진 선거로, 자유당이 승리해 정권을 잡는다.

## 선거 결과
정당별 의석수
| 정당   | 의석수 |
| ------ | ------ |
| 자유당 | 387    |
| 보수당 | 271    |
| 합계   | 658    |

정당 득표율
| 정당   | 득표수    | 득표율 |
| ------ | --------- | ------ |
| 자유당 | 1,428,776 | 61.5%  |
| 보수당 | 903,318   | 38.4%  |